# Cayo Cilnio Próculo (cónsul 100)
Cayo o Gayo Cilnio Próculo (en latín: Gaius Cilnius Proculus) fue un senador romano, que vivió a finales del siglo I y principios del siglo II, y desarrolló su cursus honorum bajo los reinados de la dinastía Flavia, Nerva, Trajano, y Adriano. Fue cónsul sufecto en el año 100 junto con Marco Marcio Macro.

## Orígenes familiares
Próculo pertenecía a la gens Cilnia, familia de origen etrusco, más concretamente de la ciudad de Arretium, y era hijo de Gayo Cilnio Próculo, cónsul sufecto en el año 87.

## Carrera política
Entre los años 97 y 98 fue legado imperial de la provincia de Dalmacia. Después de su consulado en el año 100, Próculo fue nombrado gobernador de la provincia de Moesia Superior junto al comienzo de la Campaña Dacia de Trajano. Una inscripción da fe de que estuvo allí en el primer año de la campaña, pero fue reemplazado por Quinto Sosio Seneción en el segundo año de la campaña, a finales del año 101 o principios del año 102.
Según Anthony Birley, Próculo todavía estaba vivo durante el reinado de Adriano, cuando está atestiguado como miembro de los colegios sacerdotales de los septemviri epulonum y de los sodales augustalis.